# Rudolf IV van Sausenberg
Rudolf IV van Sausenberg (Rötteln, 1426 of 1427 - aldaar, 12 april 1487) was van 1441 tot 1487 markgraaf van Baden-Sausenberg. Hij behoorde tot het huis Baden.

## Levensloop
Rudolf IV was de oudste zoon van markgraaf Willem van Baden-Sausenberg en Elisabeth van Montfort-Bregenz. In 1441 trad zijn vader af, waarna Rudolf IV en zijn jongere broer Hugo hem opvolgden. Omdat ze toen nog beiden minderjarig waren, werd de neef van hun vader, graaf Jan van Freiburg-Neuchâtel, tot in 1444 regent. Hetzelfde jaar stierf zijn broer Hugo, waardoor Rudolf IV de enige heerser van Baden-Sausenberg werd. In 1447 werd hij eveneens graaf van Neuchâtel.
Rudolf IV huwde met Margaretha van Vienne (1422-1458). Via haar kreeg Rudolf IV het kasteel Sante-Croix en enkele landerijen in Bourgondië. Ze kregen minstens twee kinderen:
- Catharina (1450-1498)
- Filips (1454-1503), markgraaf van Baden-Sausenberg

Nadat hij officieel volwassen was verklaard, kreeg Rudolf IV op 8 september 1444 van graaf Jan van Freiburg-Neuchâtel het district Badenweiler, inclusief het kasteel Badenweiler toegewezen. De districten Badenweiler, Rötteln en Sausenberg waren daarmee in handen van de markgraven van Sausenberg en deze vormden het gebied Markgräflerland, ten noorden van Bazel en ten zuiden van Freiburg.
Omdat de kinderen van zijn vroegere regent Johan van Freiburg-Neuchâtel allemaal zeer jong stierven, werd Rudolf IV diens erfgenaam. In 1447 kreeg van hem het graafschap Neuchâtel toegewezen en nadat Johan in 1458 overleed, erfde Rudolf IV ook heel wat bezittingen in het vrijgraafschap Bourgondië. 
Als markgraaf breidde Rudolf IV de kastelen Badenweiler en Rötteln uit. In dit laatste kasteel liet hij een lagere poort in de vestingwallen bouwen. Tussen 1479 en 1482 herbouwde hij ook de stadskerk van Schopfheim, die platgebrand was. Ook liet hij bouwwerken uitvoeren in de kloosterkerk van Weitenau en in de kerken van Rötteln en Egringen.
In 1451 en 1452 begeleidde Rudolf IV keizer Frederik III op diens reis naar Rome om officieel gekroond te worden. In 1454 betaalde hertog Filips de Goede van Bourgondië hem voor een rondleiding in het kasteel van Rötteln en in 1458 werd Rudolf door Filips de Goede tot diens adviseur en kamerheer benoemd. Na de dood van Filips de Goede werd Rudolf IV in 1467 door diens zoon Karel de Stoute tot gouverneur van Luxemburg. In 1468 bemiddelde hij dan weer in het conflict tussen hertog Sigismund van Oostenrijk en het Oude Eedgenootschap.
Rudolf had schrik dat zijn positie als vazal van het Heilige Roomse Rijk enerzijds en zijn Bourgondische belangen anderzijds hem in een gevaarlijke situatie kon brengen. Om zijn bezittingen in dit geval in de familie te kunnen houden, voerde hij onderhandelingen met markgraaf Karel I van Baden en later met markgraaf Christoffel I van Baden. Kort voor zijn overlijden verbleef Christoffels zoonFilips I een tijd aan het hof van Rudolf IV. Gedurende Rudolfs leven bereikten de onderhandelingen geen akkoord, maar Rudolfs zoon Filips zette de onderhandelingen met markgraaf Christoffel I van Baden verder en in 1490 bereikten ze een akkoord.